# Lee Hoi-chang
Lee Hoi-chang (* 2. Juni 1935 in der früheren Unterprovinz Kōkaidō, Provinz Chōsen, Japanisches Kaiserreich, heutiges Nordkorea) ist ein ehemaliger südkoreanischer Premierminister. Daneben war er Verfassungsrichter und zweimaliger Präsidentschaftskandidat der rechtskonservativen Hannara-Partei (한나라당, Hannara-dang, Große Nationalpartei).
Der Sohn eines Staatsanwalts ist ein Karrierebürokrat. 1981 wurde er der jüngste Verfassungsrichter in der Geschichte Südkoreas. Vom Dezember 1993 bis April 1994 war er Premierminister für die New Korea Party unter Kim Young-sam, trat aber wegen zu geringer Machtbefugnisse zurück.
Nachdem 1997 die NKP mit einer anderen Partei zur Hannara-dang fusionierte, wurde Lee vom angesehenen Wirtschaftsfachmann und Bürgermeister von Seoul, Cho Soon, unterstützt.
Er hatte zunächst den Ruf der persönlichen Unbescholtenheit gehabt und galt anfangs als Wahlfavorit gegen Kim Dae-jung, geriet aber wegen des in Südkorea schwerwiegenden Vorwurfs, seine Söhne hätten sich vor dem Militärdienst gedrückt, in die Defensive und verlor mit 38,7 % gegen 40,3 %.
Im April 2000 gewann die Hannara-Partei überraschend die Parlamentswahl, im Mai 2000 wurde er mit 66,3 % Stimmen als Parteivorsitzender bestätigt und trat 2002 ein weiteres Mal zur Präsidentschaftswahl an.
Der Kandidat der unter Korruptionsaffären leidenden Regierungspartei Millennium Party Roh Moo-hyun konnte ihn mit Unterstützung von Chung Mong-joon und einem als moderner empfundenen Wahlkampf abermals schlagen, mit 48,9 % gegen 46,4 % bei 70,8 % Wahlbeteiligung, viel weniger als in der Wahl davor. Daraufhin zog sich Lee 2002 vorübergehend aus der Politik zurück.
Er äußerte sich noch weiterhin in den Medien zu politischen Fragen, galt aber als wenig aussichtsreich bei weiteren Wahlen. 2006 forderten seine Anhänger aber öffentlich ein Comeback. Daraufhin trat er im folgenden Jahr zu der Präsidentschaftswahl als parteiunabhängiger Kandidat an. Er unterlag aber mit einem Stimmenanteil von 15,1 % dem offiziellen Kandidaten der Hannara-Partei, Lee Myung-bak, und belegte den dritten Platz hinter Chung Dong-young der Yeollin-uri-Partei (열린우리당, Yeollin-uri-dang, Unsere Offene Partei). Nach dieser Niederlage gründete er die Jayu-Seonjin-Partei (자유선진당, Jayu-Seonjin-dang, Liberale Fortschrittspartei). Bei der Parlamentswahl 2008 erreichte diese noch 6,8 % der Stimmen.